# محمد نور علي
محمد نور علي (16 مايو 1975 بسنغافورة - ) هو لاعب كرة قدم سنغافوري في مركز الوسط. شارك مع منتخب سنغافورة لكرة القدم. أما مع النوادي، فقد لعب مع نادي تامبينس روفرز ونادي غيلانغ إنترناشونال ونادي واريورز وهاوجانج يونايتد ووودلاندز ويلينغتون وAdmiralty FC ‏.

## وصلات خارجية
- محمد نور علي على موقع قاعدة بيانات كرة القدم.إي يو (الإنجليزية)
- محمد نور علي على موقع ناشيونال فوتبول تيمز (الإنجليزية)
- محمد نور علي على موقع Soccerway.com (الإنجليزية)